# Chironomus humilis
Chironomus humilis är en tvåvingeart som först beskrevs av Jean-Jacques Kieffer 1917.  Chironomus humilis ingår i släktet Chironomus och familjen fjädermyggor. Inga underarter finns listade i Catalogue of Life.